# Muhadjir Effendy
Muhadjir Effendy, né le 29 juillet 1956 à Madiun (Java oriental), est un homme politique indonésien.
Recteur d'université de 2000 à 2016, il est nommé ministre de l’Éducation et de la Culture au sein du Cabinet de Travail, par le président Joko Widodo. Lors de la réélection de ce dernier en 2019, il devient ministre coordinateur du Développement humain et des Affaires culturelles au sein du Cabinet Indonésie En Avant.

## Formation
Muhadjir Effendy étudie à l'Institut national islamique de Malang (en) (IAIN Malang), puis à la faculté de formation des professeurs de Malang (en). En 1996, il obtient un master en administration publique à l'Université Gadjah Mada (Yogyakarta). En 2008, Muhadjir Effendy termine avec succès son doctorat en sociologie militaire à l'Université Airlangga (en) (Surabaya).

## Parcours professionnel
Muhadjir Effendy est professeur de sociologie à l'Université d’État de Malang (en). En 2015, il est nommé président du conseil d'administration central de la Muhammadiyah, une organisation socio-culturelle musulmane. Il a également été président du conseil central de l'éducation et de la culture de la Muhammadiyah.
Il est recteur de l'Université Muhammadiyah de Malang (id) de 2000 à 2016.

## Parcours politique

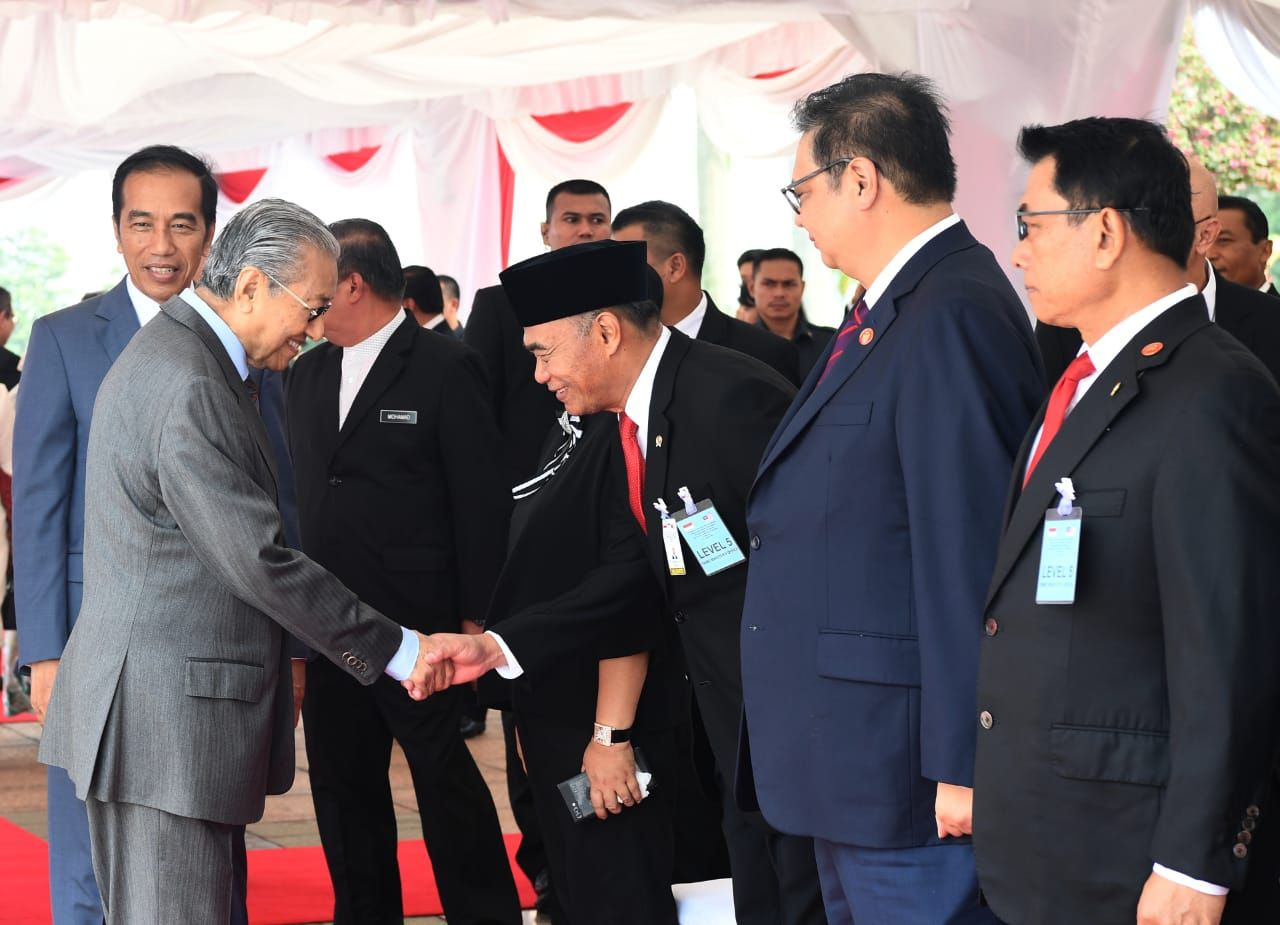
En 2019, Muhadjir Effendy a accompagné le président Joko Widodo lors d'une visite en Malaisie et a serré la main du Premier ministre malaisien, Mahathir Mohamad.

Il est nommé ministre de l’Éducation et de la Culture au sein du Cabinet de travail,, par le président Joko Widodo ,, en remplacement d'Anies Baswedan.
Lors de la réélection de ce dernier en 2019, il devient ministre coordinateur du Développement humain et des Affaires culturelles au sein du Cabinet Indonésie En Avant.